# Vlag van Valencia

Vlag van Valencia (ratio 2:3)

Vlag van Valencia (ratio 1:2)

De huidige vlag van Valencia, bijgenaamd de Senyera coronada ("gekroonde Senyera"), werd op 1 juli 1982 officieel aangenomen. De vlag wordt zowel door de autonome gemeenschap Valencia als door de stad Valencia gebruikt.
Opmerking: de gelijknamige provincie Valencia voerde geen vlag.

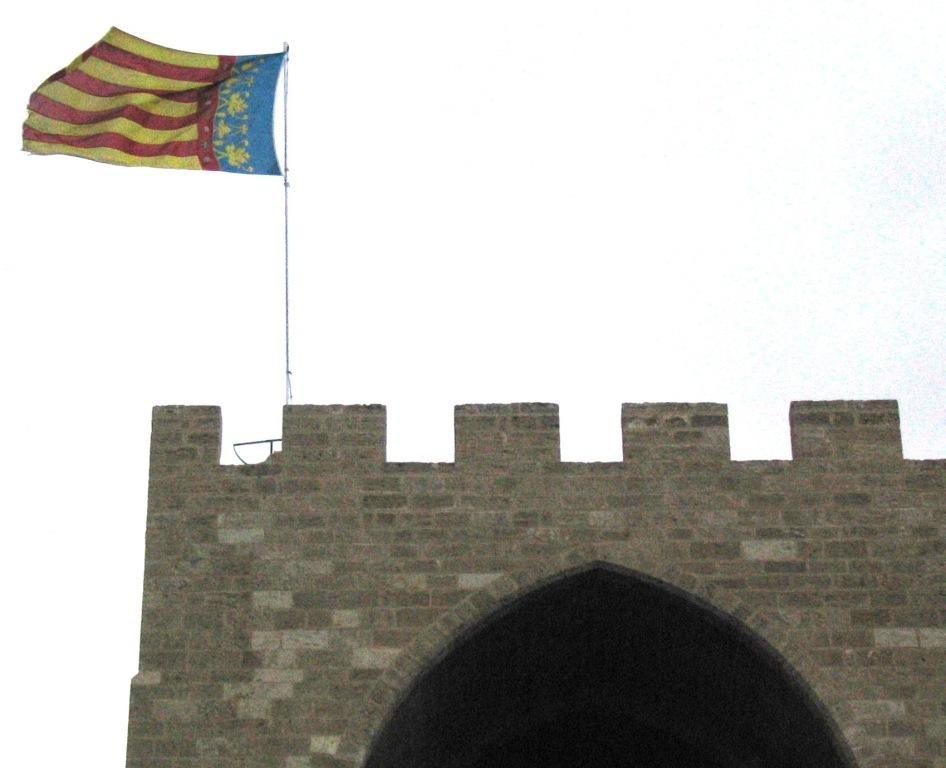
Valenciaanse vlag op een wachttoren

De Valenciaanse vlag toont links een gestileerde weergave van de Kroon van Aragón, belegd met edelstenen. Rechts daarvan voert de vlag vijf gele en vier rode horizontale banen. Dit patroon heet de Senyera en was tot 1479 het symbool van het onafhankelijke rijk Aragón. De vlag van Valencia toont nu dit patroon als verwijzing naar het eens grote rijk Aragón, evenals onder meer de vlaggen van Pyrénées-Orientales, Aragón, de Balearen, Catalonië, Provence-Alpes-Côte d'Azur en Valencia (de laatste vier in aangepaste vorm). In het Catalaans betekent Senyera "vlag", maar meestal verwijst de term naar de Catalaanse vlag of het patroon ervan.